# Enicurus maculatus
El torrentero moteado o enicurino moteado (Enicurus maculatus) es una especie de ave paseriforme de la familia Muscicapidae nativa de Asia.

## Distribución
Habita a lo largo de los arroyos de los bosques húmedos montanos de Afganistán, Bangladés, Bután, China, India, Myanmar, Nepal, Pakistán y Vietnam.

## Descripción
Mide unos 25 cm incluyendo la larga cola. La cola está profundamente bifurcada, coloreada con rayas horizontales blancas y negras.

## Subespecies
Se reconocen cuatro subespecies:
- Enicurus maculatus bacatus Bangs & J. C. Phillips, 1914, los montes del sur de China al norte de Vietnam;
- Enicurus maculatus guttatus Gould, 1866, los Himalayas del extremo este de Nepal al suroeste de China y Birmania;
- Enicurus maculatus maculatus Vigors, 1831, los Himalayas del norte de Afganistán a Cachemira, Nepal y el sur del Tíbet;
- Enicurus maculatus robinsoni E. C. S. Baker, 1922, el sur de Vietnam.